# The Essentials (Kix)
The Essentials  è una raccolta del gruppo musicale statunitense Kix, pubblicata nell'ottobre 2002 dalla Warner Bros. Records.

## Tracce
1. Heartache – 3:17 (Purnell)
2. Contrary Mary – 3:11 (Forsythe, Purnell, Chalfant, Younkins, Whiteman)
3. Body Talk – 3:41 (Gilder, Herndon)
4. Mighty Mouth – 3:46 (Purnell)
5. For Shame – 3:14 (Purnell)
6. Midnite Dynamite – 3:52 (Purnell, Halligan Jr.)
7. Red Hot (Black & Blue) – 3:23 (Purnell, Halligan Jr.)
8. Don't Close Your Eyes – 4:15 (Purnell, Palumbo, Halligan Jr.)
9. Blow My Fuse – 4:02 (Purnell)
10. Cold Blood – 4:18 (Purnell, Rhodes)
11. Girl Money – 4:00 (Purnell, Rhodes)
12. Hot Wire – 5:24 (Purnell, Rhodes)

## Formazione
- Steve Whiteman – voce, armonica, sassofono
- Brian Forsythe – chitarre
- Ronnie Younkins – chitarre (tracce 1-2 e 6-12)
- Brad Divens – chitarre (tracce 3-5)
- Donnie Purnell – basso, tastiere, cori
- Jimmy Chalfant – batteria, percussioni, cori